# Суворовский проспект (Санкт-Петербург)
Суво́ровский проспе́кт — один из крупнейших проспектов Санкт-Петербурга, проходящий от Невского проспекта до площади Пролетарской Диктатуры. Нумерация домов ведётся от Невского проспекта.

## История
Проложен в середине XVIII века, начинался от «Слонового двора» (зверинца), размещавшегося на месте современной гостиницы «Октябрьская». Его отрезок между современными 2-й и 9-й Советскими улицами назывался Слоновой улицей, а часть проспекта от современной 9-й Советской улицы до Смольного института именовалась Конногвардейской улицей — по слободе лейб-гвардейского Конного полка (некоторое время она носила название Пещаной улицы — по местности Пески). В 1880 году эти улицы объединены в одну Слоновую улицу. Марио Прац иронизировал по поводу этого названия:
Одна из улиц в Ленинграде называлась Слоновый проспект или нечто в этом роде, так как когда-то там жили слоны, которых туда поселила Екатерина II в те времена, когда там был парк. Потом слоны вымерли, но оставили явно след своей расы, так как у большинства женщин здесь несоразмерные слоновьи ножищи и икры.
В 1900 году магистраль соединена с Невским проспектом и переименована в Суворовский проспект. К столетию со дня кончины А. В. Суворова в здании Академии Генерального штаба (дом 32, 1900—1901, архитектор А. И. фон Гоген, инженер А. А. Веденяпин) был создан временный музей полководца, переведенный в 1904 году в специально построенное для него здание на Кирочной улице, д. 43 http://babs71.livejournal.com/725637.html. C 1923 по 1944 год магистраль именовалась Советским проспектом, так как вела к Смольному институту, где размещался Петроградский (Ленинградский) Совет; тогда же пересекавшие проспект Рождественские улицы названы Советскими улицами.

## Застройка

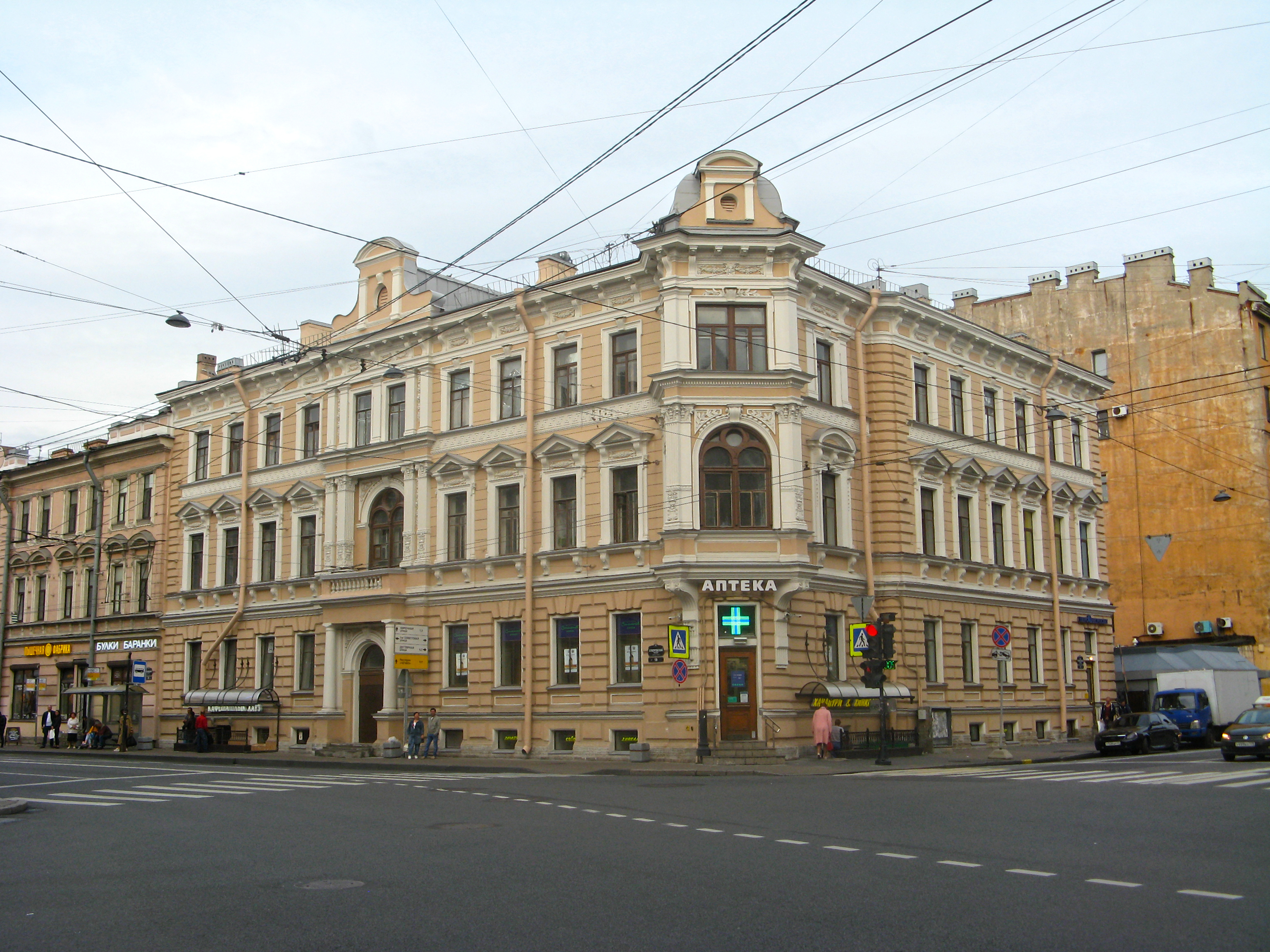
Доходный дом М. А. Панова

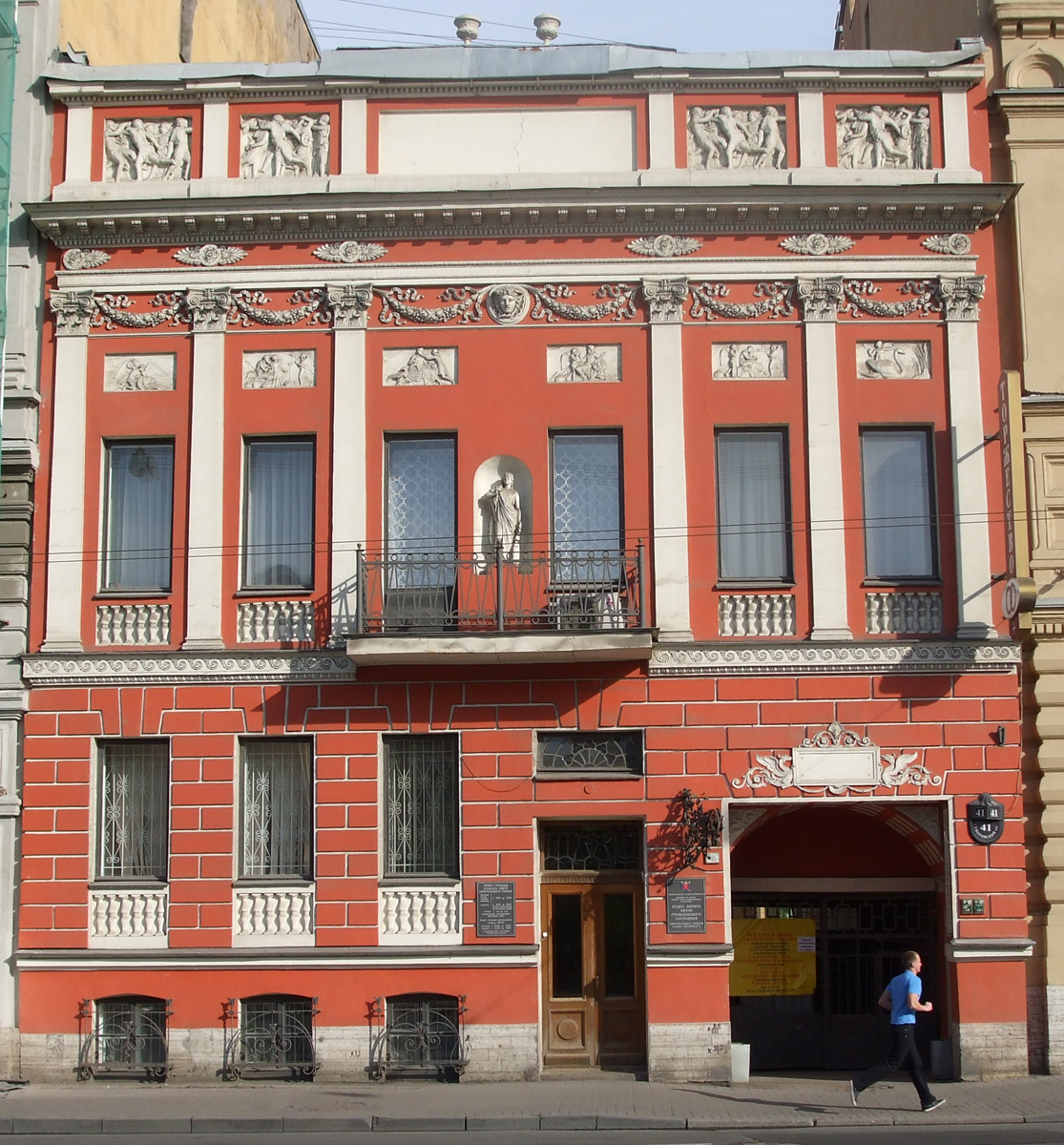
Бывший особняк А. А. Экарева, 1891 г.

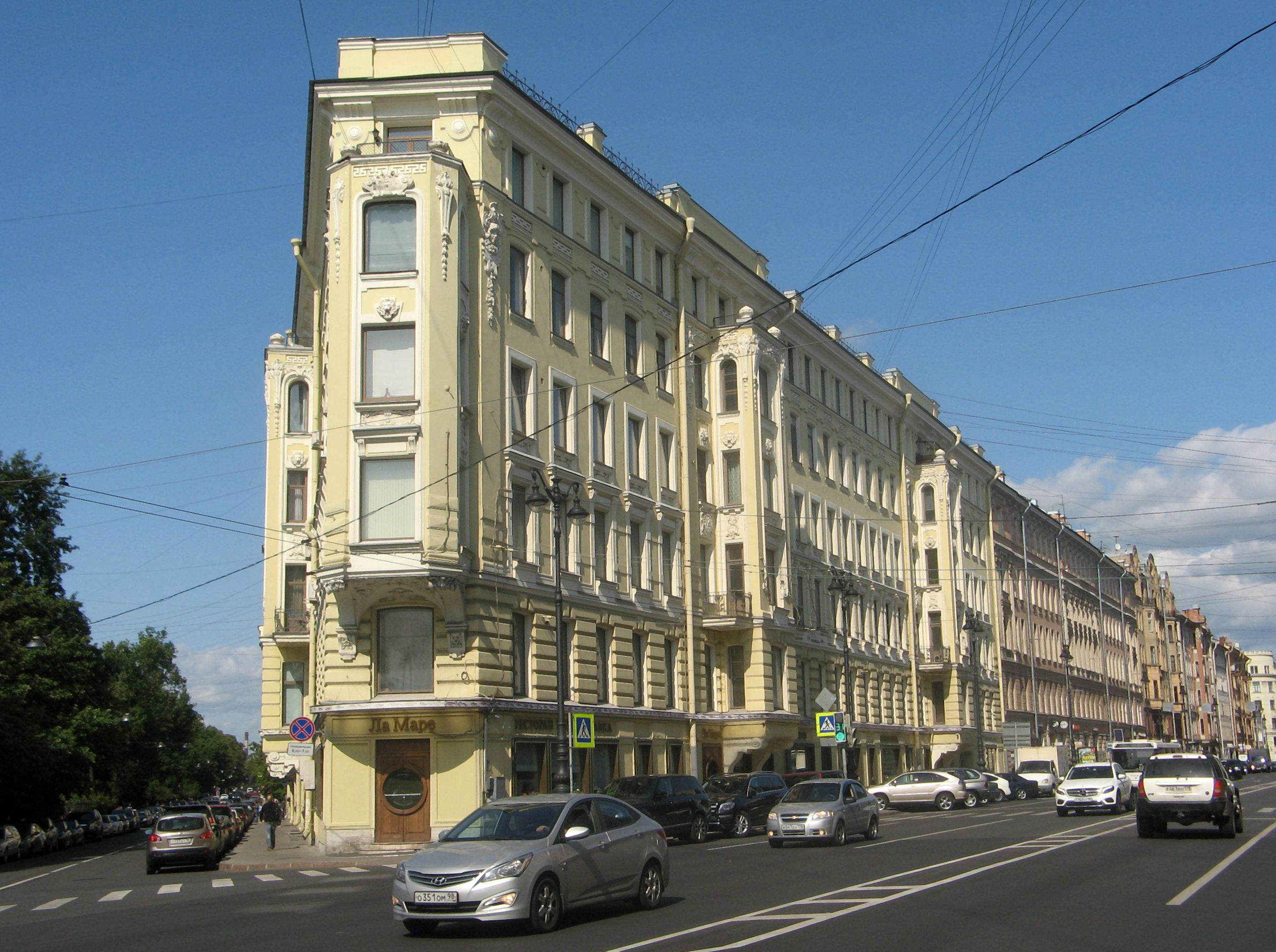
Доходный дом А. В. Кащенко

Застройка Суворовского проспекта в основном сложилась в конце XIX — начале XX веков.
- Дом № 1  7831917000 — Доходный дом М. А. Панова, 1888—1889 гг., арх. А. В. Иванов.
- Дом 2а — ОАО «Санкт-Петербургский научно-исследовательский и проектно-конструкторский институт «Атомэнергопроект».
- Дом № 4  7802738000 был построен в 1884—1885 гг., архитектор А. О. Томишко). Здесь помещалось основанное в 1872 году Училище лекарских помощниц и фельдшериц.
- Дом № 5 (3-я Советская) — доходный дом. Угловая часть была расширена в 1840 году по проекту В. Е. Моргана.
- Дом № 9 (4-я Советская ул., 18) — архитектор Ф. М. Тутышкин, был надстроен в 1900 году (архитектор Л. В. Богусский).
- Дом № 16/13 — Институт АО «Гипроспецгаз».
- Дом № 30 (9-я Советская улица, д. 9) — доходный дом А. М. Стрелина, построенный в 1913—1914 годах по проекту арх. Д. А. Крыжановского.
- Дом № 32 литеры А, В  7831955000 — Николаевская академия Генерального штаба, 1900—1901 гг., арх. А. И. фон Гоген. В советское время располагалось Ленинградское высшее военное инженерное училище связи. В настоящее время в доме располагается один из факультетов Военной академии связи имени С. М. Будённого.
- Дом № 34 — доходный дом архитектора Александра Кащенко, 1901[3]. Лицевые фасады, выходящие на Суворовский проспект и Таврическую улицу, выполнены в стиле поздней эклектики с элементами модерна. Сохранился лепной декор фасадов с женскими и львиными маскаронами, а также художественная отделка парадных лестниц и некоторых квартир. В доме жили архитектор Алексей Бубырь, поэт Михаил Кузмин, исполнительница романсов Нина Дулькевич[4].
- Дом № 35 — Дом быта, здание в стиле советского модернизма, построено в 1964—1968 годах.
- Дом № 41  7802513000 — бывший особняк инженера А. А. Экарева. Построен в 1891 году архитектором А. С. Лыткиным, перестроен в 1915 году самим А. А. Экаревым.
- Дом № 49  7831956000 — доходный дом М. С. Берковского, 1913 г., арх. П. П. Карнаухов.
- Дом № 51 (Заячий переулок, 2)  7831957000 — доходный дом М. А. Сизова, 1910 г., гражд. инж. Н. И. Котович.
- Дом № 50—52  7831958000 — Здание Академии легкой промышленности им. С. М. Кирова, 1933—1938, арх-ры Александр Хряков, Леонид Поляков, Павел Абросимов, Александр Великанов.
- Дом № 53 — доходный дом П. М. Мульханова, построен в 1901 году по собственному проекту.
- Дом № 60  7831959000 (Одесская ул., д. 1) — здесь находился доходный дом и бани Старчикова, построенный в 1858—1859 годы по проекту П. А. Чепыжникова. В советское время на этом доме была установлена мемориальная доска, посвященная опытам А. Н. Лодыгина (его мастерская находилась на Одесской улице) с первым электрическим фонарем.
- Дом № 63  7831960000 — Окружной военный клинический госпиталь имени З. П. Соловьёва. Здание построено в 1835—1840 годы архитектором А. Е. Штаубертом для Николаевского военного госпиталя. 30 июля 1876 года из арестантского отделения (двухэтажный флигель за главным зданием) бежал П. А. Кропоткин. В 1881 году здесь скончался композитор М. П. Мусоргский. Во время Великой Отечественной войны в результате прямого попадания бомбы в здание госпиталя (Суворовский проспект д. 50-52) погибло около 600 человек («19 сентября (1941 года)… бомба попала в громадный госпиталь на Суворовском проспекте. … Мощная бомба попала прямо в центр здания, оно обрушилось внутрь и загорелось. Внутри более тысячи раненых… Спасательные команды работали, но что могла сделать сотня людей с большим каменным домом, который обрушился сверху до подвального этажа и вдобавок горел? В стене образовался пролом, через который пожарники и спасатели бросались в горящий госпиталь, вытаскивали раненых»[5]. В здании расположен также ряд клиник Военно-медицинской академии.

В советские годы был также сооружён жилой дом № 12 (1934—1937, архитекторы А. А. Оль, Е. И. Холмогоров и Д. Н. Навалишин). Суворовский проспект сильно пострадал от бомбёжек во время Ленинградской блокады. На месте разрушенных зданий построены дома 15, 17 (1950—1952, архитекторы И. И. Фомин и М. К. Бенуа) и 56 (1954, архитекторы Г. А. Александров, С. Б. Сперанский и И. И. Фомин). Дом № 2 под литерами А и Б был в 2014 году внесён в «Список диссонирующих объектов», нарушающих архитектурною гармонию городской застройки.

## Общественный транспорт
Автобусы: № 21, 22, 46, 54, 74, 76, 105, 136, 169А, 181, 290.
Троллейбусы: № 5, 7, 11, 12, 16.
До 1950-х годов существовала трамвайная линия.

## Пересечения
Суворовский проспект пересекает или граничит со следующими площадями, проспектами, улицами и переулками:
- Невский проспект;
- Первая Советская улица;
- Вторая Советская улица;
- Третья Советская улица;
- Четвёртая Советская улица;
- Пятая Советская улица;
- Шестая Советская улица;
- Седьмая Советская улица;
- Восьмая Советская улица;
- Девятая Советская улица;
- улица Моисеенко;
- Госпитальная улица;
- Таврическая улица;
- Заячий переулок;
- Кирочная улица;
- Тульская улица;
- Одесская улица;
- Лафонская улица;
- площадь Пролетарской Диктатуры.